# Pheidoliphila granulata
Pheidoliphila granulata är en skalbaggsart som först beskrevs av Lea 1912.  Pheidoliphila granulata ingår i släktet Pheidoliphila och familjen stumpbaggar. Inga underarter finns listade i Catalogue of Life.